# ایلینتسی (صربستان)
ایلینتسی (به صربی: Ilinci) یک منطقهٔ مسکونی در صربستان است که در Šid Municipality واقع شده‌است. ایلینتسی ۸۲۷ نفر جمعیت دارد.